# 安德烈娅·埃文斯
安德烈娅·林恩·埃文斯（英語：Andrea Lynn Evans，1957年6月18日—2023年7月9日）是一位美国女演员和制片人。她最为人所知的作品是在ABC肥皂剧《只此一生》中饰演蒂娜·洛德 (Tina Lord) ，她于1978年至1981年以及1985年至1990年期间扮演该角色，并于2008年和2011年回归。埃文斯还出现在肥皂剧《年轻与躁动》中饰演帕蒂·威廉姆斯，《勇敢与美丽》中饰演托尼·摩尔，以及《激情》中饰演丽贝卡·霍奇基斯。

## 职业
埃文斯于1957年6月18日出生于伊利诺伊州奥罗拉。 从小埃文斯就参加过选美比赛，后来又参加了地区戏剧和接广告。她很早就从高中毕业，就读于伊利诺伊大学厄巴纳-香槟分校。埃文斯在1978年布莱恩·德·帕尔玛 (Brian De Palma)的电影《狂怒》（The Fury）中担任临时演员，同年又在迷你剧《觉醒之地》（The Awakening Land）中担任临时演员。 选角导演玛丽·乔·斯莱特很快就让埃文斯在ABC日间肥皂剧《只此一生》中扮演蒂娜·克莱顿一角， 埃文斯一直在剧中待到 1981 年。 埃文斯随后于 1983 年至 1984 年在《<i id="mwsQ">年轻与躁动</i>》中饰演帕蒂·威廉姆斯，保罗·威廉姆斯的妹妹和杰克·阿博特的妻子。 
埃文斯于1985年重返《只此一生》 ， 这一故事情节被认为使该剧“重回正轨” ，并最终使蒂娜达到了人气的顶峰。 1988年，她因《只此一生》而获得日间艾美奖最佳杰出新秀提名， ，并从1986年到1990年连续五次登上《肥皂剧文摘》封面。1985年《人物》杂志称她为“日间污垢女主角” 
1990年1月，埃文斯突然退出《只此一生》 ，并退出公众视野近十年。多年后，她透露，她离开是为了躲避一名顽固的跟踪者，该跟踪者甚至闯入纽约市的 (ABC) 演播室，意图杀死她。联合主演菲奥娜·哈奇森 (Fiona Hutchison)与 ABC保安一起试图将跟踪者与埃文斯分开。 当时，媒体对跟踪狂事件进行了大力淡化。在 2005 年哥伦比亚广播公司新闻节目《48小时》的其中一集中，埃文斯讨论了与丽贝卡·谢弗 (Rebecca Schaeffer)合作的经历。谢弗在1985年在《One Life to Live》中饰演安妮·巴恩斯 (Annie Barnes) 长达六个月，但在1989年8月，她被自己的骚扰者谋杀，这最终促使埃文斯离开《只此一生》 。
埃文斯在20世纪90年代拍摄了两部故事片，分别在1994年的《A Low Down Dirty Shame》中扮演小角色，以及 1995 年在《冰淇淋人》中扮演主要角色。 1999年，埃文斯重返电视界，在《勇敢与美丽》中饰演安布尔·摩尔的“垃圾”母亲托尼，直到2000年。那一年，她在NBC肥皂剧《激情》 中扮演丽贝卡·霍奇基斯·克兰 ( Rebecca Hotchkiss Crane )（接替莫林·麦考密克 ( Maureen McCormick )，莫林·麦考密克的十集任期已结束），并一直担任该角色直到该剧的最后一集。埃文斯在《激情》中长期的反复出现，引发了多年来她重返《只此一生》蒂娜一角的谣言。 
当NBC取消《激情》时，2007年7月她宣布将继续在DirecTV上继续播出该剧。 《激情》于 2008 年 3 月完成录制， 不过新剧集于到了 2008 年 8 月才在 DirecTV 上播出。
在2007年6月26日出版的的《肥皂剧文摘》中，埃文斯被问及除了目前在《激情》中扮演的角色外，她最喜欢的角色是什么？她回答说：“这很容易... 是《只此一生》中的蒂娜·罗伯茨 ，因为在每个演员的生涯中，你都希望有一个角色能超越自己，对我来说，蒂娜就是那个角色。” 2008年4月，美国广播公司 (ABC) 宣布埃文斯将很快回归饰演蒂娜 (Tina)。她于2008年6月11日再次出现在荧幕上执行制片人Frank Valentini指出：“尽管 安德里亚 自 1990 年以来就不再出现在《OLTL》中，但她仍然是最受欢迎的角色之一。 。 。我欢迎她回到《OLTL》 ，并在我们的观众中留下不可磨灭的印记。” 埃文斯于2008年11月5日宣布退出该系列埃文斯和ABC指出，演员回归一直设定为短期的，因为她的“生活、家人和家”都在加利福尼亚州，而《只此一生》则在纽约市录制。 瓦伦蒂尼在一份声明中继续表示：“蒂娜这个角色对OLTL的故事画布来说非常重要... 如果未来有机会让她 — 蒂娜和安德里亚 - 在未来的某个日期返回，节目将很乐意探索它。” 埃文斯最后一次露面是在2008年11月25日。 
2010年4月6日，TVGuide.com宣布埃文斯将回归《年轻与不安》，不是饰演帕蒂·威廉姆斯，而是饰演埃文斯《勇敢与美丽》中的角色托尼。该剧单集于2010年5月12日播出。同年11月8日，宣布埃文斯将暂时回归《勇敢与美丽》饰演托尼。虽然埃文斯仍在《B&B》中反复出现，但他于2011年9月27日在《OLTL》中再次扮演蒂娜这个角色，因为该剧即将结束。 在故事中，她扮演的角色蒂娜与 20 世纪 80 年代的超级情侣搭档科德·罗伯茨（约翰·洛普里诺饰演）重聚。她的短期回归以科德和蒂娜的再婚于 2011 年 11 月 15 日结束。
2012年，埃文斯在乔伊·劳伦斯的电影《Hit List》中担任配角。 2013年8月，埃文斯在网络剧《DeVanity》第四季中饰演 维维安·普赖斯（Vivian Price），该剧于2014年播出她因其表演而被提名为 2015 年日间艾美奖新方法戏剧系列最佳表演者， ，并凭借该角色获得 2015 年独立系列奖戏剧类最佳客串女演员。 
埃文斯是 2018 年上映的纪录片《Rocking the Couch》 的执行制片人。 2017 年至 2020 年，她在网络连续剧《The Bay》中扮演帕蒂·沃克 (Patty Walker) 的常驻角色

## 个人生活与过世
1981年，埃文斯与《只此一生》联合主演韦恩·马西（饰演蒂娜的恋人约翰尼·德拉蒙德）短暂结过婚。 1998年1月10日，埃文斯与洛杉矶律师斯蒂芬·罗德里格斯结婚，并于2004年领养了一个女儿。 
埃文斯于2023年7月9日因乳腺癌在加利福尼亚州帕萨迪纳的家中去世，享年66岁。
| 年                               | 标题              | 角色             | 笔记 |
| -------------------------------- | ----------------- | ---------------- | --- |
| 1978年                           | 觉醒之地          | 费伊·莫里森·惠勒 | 迷你剧；剧集：“第三部分：城镇” |
| 1978–1981, 1985–1990, 2008, 2011 | 只此一生          | 蒂娜·洛德        | 1978年7月至1981年12月； 1985年2月至1990年1月； 2008 年 6 月至 11 月； 2011 年 9 月至 11 月 1985年，埃文斯还在闪回中扮演了年轻版本的母亲艾琳·曼宁。 |
| 1982年                           | 芯片              | 朱丽             | 剧集：“认识新朋友”（饰演安德里亚·埃文斯·梅西） |
| 1983–1984                        | 年轻与躁动        | 帕蒂·威廉姆斯    | 1983年7月至1984年10月 |
| 1984年                           | 凯旋门            | 尤金妮护士       | 电视电影 |
| 1985年                           | 珍妮的战争        | 接待员           | 迷你剧 |
| 1985年                           | 弗洛伦斯·南丁格尔 | 布伦特太太       | 电视电影 |
| 1990年                           | 资本新闻          | 安德里亚·谢弗    | 剧情：《完结了？还没》 |
| 1994年                           | 卑鄙肮脏的耻辱    | 丹妮丝           | 故事片 |
| 1995年                           | 冰淇淋人          | 万达             | 故事片 |
| 1999–2000, 2010–2011             | 勇敢与美丽        | 托尼摩尔         | 1999年3月至2000年6月； 2010年12月–2011年6月 |
| 2000年–2008年                    | 激情              | 丽贝卡·霍奇基斯  | 2000年9月至2008年8月 |
| 2010年                           | 年轻与躁动        | 托尼摩尔         | 2010年5月12日（1集） |
| 2012年                           | 暗杀名单          | 黛安·墨菲        | 故事片 |
| 2012年                           | 假想的朋友        | 安吉拉           | 电视电影 |
| 2014年                           | 虚荣心            | 维维安·普赖斯    | 网络系列 |
| 2017–2020                        | 海湾              | 帕蒂·沃克        | 网络系列 |